# Elisabeth Heer Dietrich
Elisabeth Heer Dietrich (* 1974) ist eine Schweizer Juristin. Sie ist parteilos und seit 2018 Landschreiberin des Kantons Basel-Landschaft.

## Leben
Elisabeth Heer Dietrich studierte Rechtswissenschaft an der Universität Basel. Anschliessend erwarb sie den Titel eines Master of Advanced European Studies am Europainstitut Basel. Ihre ersten Berufserfahrungen machte sie in der Privatwirtschaft, bevor sie in den öffentlichen Sektor wechselte. Dort arbeitete sie in verschiedenen Funktionen beim Bundesamt für Polizei. 2011 wurde sie Generalsekretärin der Sicherheitsdirektion des Kantons Zug.
Im März 2018 wurde Heer Dietrich mit 82 von 84 Stimmen vom Landrat des Kantons zur Nachfolgerin von Peter Vetter gewählt und trat das Amt am 1. August 2018 an. Damit ist sie die erste Landschreiberin im Baselbiet. Sie leitet die Landeskanzlei, die Stabsstelle von Landrat und Regierungsrat.